# Escut d'Hèracles
L'escut d'Hèracles (Ἀσπὶς Ἡρακλέους, Aspis Hêrakleous) és un poema èpic grec atribuït a Hesíode.
L'argument és l'expedició d'Hèracles i Iolau contra Cicne, el fill d'Ares i presenta una minuciosa descripció de l'escut d'Hèracles fet per Hefest (a l'estil de la que es fa a La Ilíada de l'escut d'Aquil·les). L'obra, en 481 hexàmetres, imita l'estil homèric i des de l'antiguitat va ser atribuïda a Hesíode, tot i que actualment es pensa que és un segle posterior.